# Traditionelles Herrschaftssystem der Basotho
Das traditionelle Herrschaftssystem der Basotho ist bis heute ein Machtfaktor in Lesotho.

## Geschichte

### Von der Gründung zur Kolonialzeit

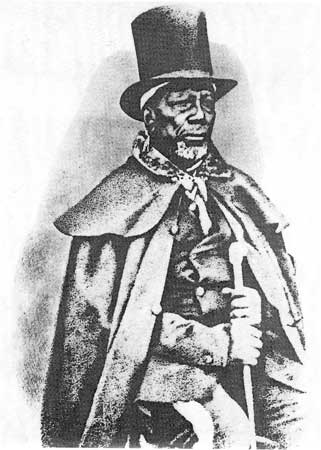
Moshoeshoe I.

Bis in die Mitte des 19. Jahrhunderts wurden die Sesotho-sprechenden Ethnien von einem morena (Plural: barena; wörtlich: „Beschützer und Versorger“, englisch chief) angeführt. Der morena hatte zahlreiche Aufgaben, etwa die Landverteilung, die Rechtsprechung, militärische Operationen und die Sicherstellung der Nahrungsmittelversorgung. Im Gegenzug musste die Bevölkerung für den morena unentgeltlich Feldarbeit leisten. Dieses Prinzip wurde matsema genannt. Die Macht des morena war nicht absolut. Waren die Menschen nicht zufrieden, wechselten sie zu einem anderen morena. Starb ein morena, erbte im Regelfall sein ältester Sohn das Amt. Gelegentlich wurde ein anderer, fähigerer Sohn morena. Die barena waren polygam, so dass es meist viele männliche Nachkommen gab. Dabei wurden die Frauen nach dem Hochzeitsdatum nummeriert: ein Sohn der ersten Frau lag in der Erbfolge, auch wenn er jünger war, vor einem Sohn der zweiten Frau. Außerdem gab es Ehefrauen, die generell einen niedrigen Status besaßen (englisch: junior wives). Dieses System wurde – von den Oberhäuptern – zuletzt von Seeiso Griffith (1905–1940) praktiziert.
Mitte der 1830er Jahre wurde für den einflussreichen morena Moshoeshoe I. erstmals die Bezeichnung morena e moholo („Großer Beschützer und Versorger“, englisch paramount chief) verwendet. Er sorgte dafür, dass sein Sohn Letsie I. bei der Amtsübernahme 1870 den gleichen Titel erhielt. Die britischen Kolonialbehörden unterstützten die starke Stellung eines morena e moholo, da sie die Kolonie Basutoland so einfacher führen konnten. Der Großteil der Macht, insbesondere die Außen- und Sicherheitspolitik, die Rechtsprechung bei schwerwiegenden Delikten und die Verwaltung, lag nunmehr bei der Kolonialverwaltung. Letsies Nachfolger Lerotholi verfasste im Basutoland National Council (BNC) die Laws of Lerotholi, die Sitten und Gebräuche der Basotho behandelten.
Traditionsgemäß siedelte sich ein morena e moholo nach seiner Amtsübernahme im Dorf seines Großvaters an. Letsie I. baute ein Dorf in der Nähe Morijas, Matsieng („Das Dorf von Letsies Leuten“). Lerotholi konnte sich jedoch nicht in Thaba Bosiu ansiedeln, da sein Onkel Masopha das Gelände besetzt hielt. Lerotholi gründete ein weiteres Dorf bei Matsieng, so dass die Region Matsieng schließlich dauerhaft zum Sitz der barena ba baholo wurde. Sein Sohn Griffith Lerotholi ließ sich 1913 katholisch taufen. Fast alle barena wurden in der Folge katholisch.
Neben dem morena e moholo gibt es weitere barena mit erweiterten Rechten, die am Anfang des 20. Jahrhunderts als Sons of Moshoeshoe („Söhne Moshoeshoes“) auftraten und zum Beispiel im Streitfall den Nachfolger eines morena e moholo bestimmen konnten. Ihr englischsprachiger Titel ist principal chief. Dies sind 17 – nach anderer Zählung 22 – Nachfahren Moshoeshoes, also Bakoena, dazu die principal chiefs der Bataung, der Batlokoa und der Makhoakhoa sowie zwei unabhängige barena aus dem Mohale’s-Hoek-Distrikt. Sie waren auch ex officio-Mitglieder des BNC.

### Seit der Unabhängigkeit Lesothos

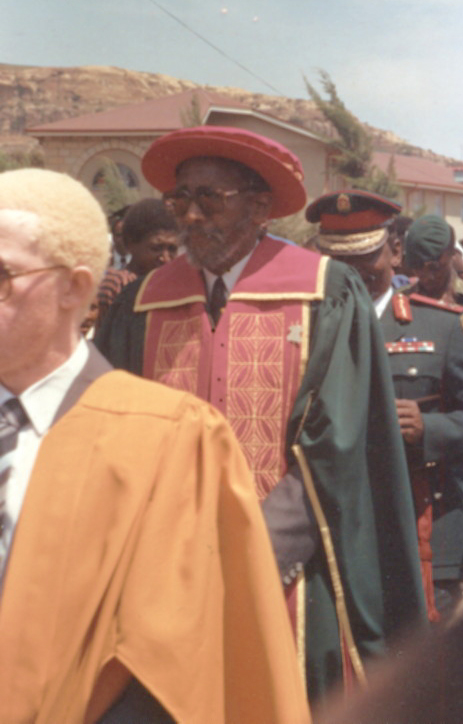
Moshoeshoe II. (1988)

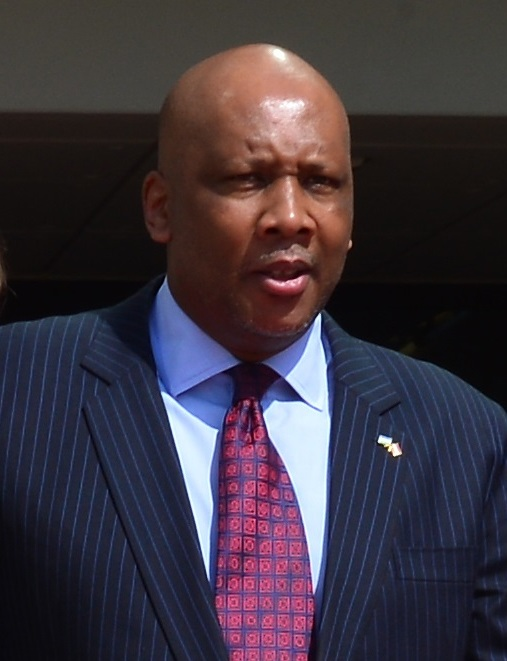
Letsie III. (2013)

Mit dem Herannahen der Unabhängigkeit wurde auch die Rolle des morena e moholo diskutiert. Dem morena e moholo, damals Moshoeshoe II., wurde die Rolle eines Königs (motlotlehi, wörtlich: „Der es wert ist, gepriesen zu werden“) in einer konstitutionellen Monarchie zugewiesen. Er hatte gewisse Mitspracherechte, die er vergeblich zu erweitern versuchte. Stattdessen wurde er zwei Mal ins Exil geschickt und auf eine repräsentative Rolle beschränkt.
Die 22 in der Verfassung genannten principal chiefs gehören zu den Mitgliedern des Senats. Sie sind bestimmten Regionen Lesothos zugeordnet. Laut den Verfassungen von 1966 und 1993 bilden sie das College of Chiefs, dessen Befugnis in der Ernennung eines Königs oder Regenten im Falle des Todes oder der Abdankung eines Königs sowie im Führen der entsprechenden Archive besteht.
Unterhalb der Ebene der principal chiefs gibt es die ward chiefs und – auf Dorfebene – die headmen, die auf Sesotho ebenfalls morena heißen. Sie berufen bei Bedarf eine Versammlung aller Dorfbewohner, pitso, ein. Bei geringen Vergehen können sie als Richter auftreten.
Durch Kolonialreformen wurden die Befugnisse der barena mehrfach beschnitten, etwa 1938 und 1948. So wurde das matsema-System abgeschafft. Stattdessen übernahmen vom Volk gewählte Vertreter die Aufgaben. In den 1990er Jahren nahm die regierende Basutoland Congress Party den barena das Recht auf Landverteilung, das seither von Dorfräten ausgeübt wird. 2012 bis 2013 lief ein Gerichtsverfahren vor dem Verfassungsgericht, in dem Senate Masupha, die Tochter eines principal chiefs, die Passage des Chieftainship Act, die die männliche Erbfolge vorsieht, anfocht. Der Fall sorgte international für Aufsehen. Der Gerichtshof wies die Klage der Frau ab, ebenso ihre Berufung. Allerdings gibt es in Lesotho eine Reihe von Frauen mit dem Titel khosana (deutsch auch: „Prinz“) bzw. chieftainess, die aber nur bei Fehlen eines Sohnes bzw. bis zur Volljährigkeit des Sohnes das Amt bekleiden dürfen.